# Acianthera kegelii
Acianthera kegelii é uma espécie de orquídea (Orchidaceae) que existe no Suriname e Venezuela, antigamente subordinada ao gênero Pleurothallis.

## Publicação e sinônimos
- Acianthera kegelii (Rchb.f.) Luer, Monogr. Syst. Bot. Missouri Bot. Gard. 95: 254 (2004).

Sinônimos homotípicos:
- Pleurothallis kegelii Rchb.f., Linnaea 41: 132 (1877).